# Тохоку-сінкансен
Тохоку-сінкансен (яп. 東北新幹線) — лінія мережі сінкансен між містами Токіо та Аоморі (префектура Аоморі). Лінія належить компанії JR East. Є найдовшою лінією мережі сінкансен.

## Історія
Тохоку-сінкансен — одна з трьох перших ліній мережі сінкансен, розроблених у рамках дії японського закону про всеяпонське впровадження системи сінкансен (інші дві — Дзьоецу-сінкансен і Наріта-сінкансен). В 1971 році були ухвалені генеральний план і план підготовчих робіт і розпочалось будівництво.
- В 1982 році була здана в експлуатацію ділянка від Омії до Моріокі.
- В 1985 році — ділянка Уено — Омія.
- В 1991 році — ділянка Токіо — Уено.
- У 2002 році — ділянка Моріока — Хатінохе
- У 2010 році була здана в експлуатацію остання ділянка від Моріокі до Сін-Аоморі.

## Максимальна швидкість[1]
- Токіо — Омія: 110 км/год
- Омія — Уцуномія: 275 км/год
- Уцуномія — Моріока: 320 км/год
- Моріока — Сін-Аоморі: 260 км/год

К 2020 року планується збільшити максимальну швидкість до 360 км/год.

## Маршрути
- Хаябуса, сполученням Токіо — Сін-Аоморі.
- Хаяте, сполученням Токіо — Сін-Аоморі.
- Ямабіко, сполученням Токіо — Моріока та Токіо — Сендай
- Насуно, сполученням Токіо — Коріяма

## Рухомий склад
Станом на березень 2014 року на Тохоку-сінкансен використовуються наступні типи поїздів:
- серія E2: маршрути Хаяте / Ямабіко / Насуно

- серія E3: маршрути Цубаса / Ямабіко / Насуно
- серія E5: маршрути Хаябуса / Хаяте / Ямабіко/ Насуно
- серія E6: маршрут Коматі